# Bränslekontrollerad brand
Bränslekontrollerad brand är en brand som är begränsad av tillgång på bränsle. En bränslekontrollerad brand innebär att allt det brännbara runt branden tar slut och branden kan självslockna. Utomhusbränder är alltid bränslekontrollerade.